# Saint-Maurice-la-Souterraine
 Saint-Maurice-la-Souterraine  là một xã thuộc tỉnh Creuse trong vùng Nouvelle-Aquitaine miền trung nước Pháp. Xã này nằm ở khu vực có độ cao trung bình 359 mét trên mực nước biển.
Sông Semme chảy theo hướng tây qua phía nam thị trấn. Sông Brame chảy theo hướng tây qua phía bắc thị trấn.